# Dame de pique
Pour les articles homonymes, voir La Dame de pique (homonymie).
Le dame de pique (ou reine de pique) est une carte à jouer.

## Caractéristiques
La dame de pique fait partie des jeux de cartes utilisant les enseignes françaises. En France, on la retrouve dans les jeux de 32 cartes, de 52 cartes et de tarot. Une dame et un pique, il s'agit d'une figure.
Son rang habituel est situé entre le valet de pique (le cavalier de pique au tarot) et le roi de pique.
Au Nain jaune, le dame de pique est l'une des cinq cartes pour laquelle une mise est attribuée.
Dans les enseignes latines, son équivalent est le cavalier d'épée ; dans les enseignes allemandes, il s'agit de l'Ober de feuille (Grünober) ; dans les enseignes suisses, de l'Ober de bouclier (Schiltenober)..

## Représentations
Comme les autres figures, la dame de pique représente un personnage, typiquement une femme en costume associé à l'Europe des XVIe et XVIIe siècles et portant une couronne. Les représentations régionales de la dame de pique, si elles sont relativement similaires, diffèrent néanmoins significativement sur les détails.
Dans les cartes vendues en France, la dame de pique est une femme aux cheveux blancs descendant sur la nuque. Elle est représentée de profil, la seule dame possédant cette posture (une particularité qu'elle partage avec le valet de carreau et le roi de carreau). Ses habits sont rouges et bleus, et elle est coiffée d'un voile rouge. Elle tient une fleur dans sa main droite. Les figures des cartes françaises sont à portrait double, symétriques par rapport à la diagonale, et la dame de pique suit cette représentation. 
Dans les cartes anglaises, souvent utilisées au poker, le visage de la dame de pique est légèrement tourné vers la droite. Ses habits sont rouges, jaunes et noirs. Elle tient une fleur dans sa main droite et un sceptre dans sa main gauche.
Dans les cartes allemandes, le visage de la dame de pique est de profil, tourné vers la gauche de la carte ; elle tient sa fleur dans la main droite.
Les cartes italiennes faisant usage des enseignes françaises représentent la dame de pique de diverses façons. Dans les jeux génois et piémontais, elle ressemble fortement au portrait français. Le jeu lombard la représente le visage légèrement incliné vers la gauche de la carte, la tête couverte d'une coiffe bleue ; elle tient un sceptre ou une lance dans ses mains. En Toscane, elle est représentée en pied, avec une robe bleue ; ses mains sont gantées de jaune ; sa main droite tient un mouchoir, sa main gauche agrippe son voile blanc.
Si la variante indique la valeur des cartes dans les coins, celle de la dame de pique est reprise en rouge par l'initiale du mot dans la langue correspondante (« D » pour « dame » en français et « Dame » en allemand, « Q » pour « queen » en anglais, « V  » pour « vrouw » en néerlandais, « Д » pour « дама » en russe, etc.).
De façon unique, chacune des figures des cartes françaises porte un nom, inscrit dans un coin, dont l'origine et la signification sont incertaines,. La dame de pique est appelée « Pallas », possible référence à la déesse grecque Athéna.

Dame de pique, jeu de bridge.
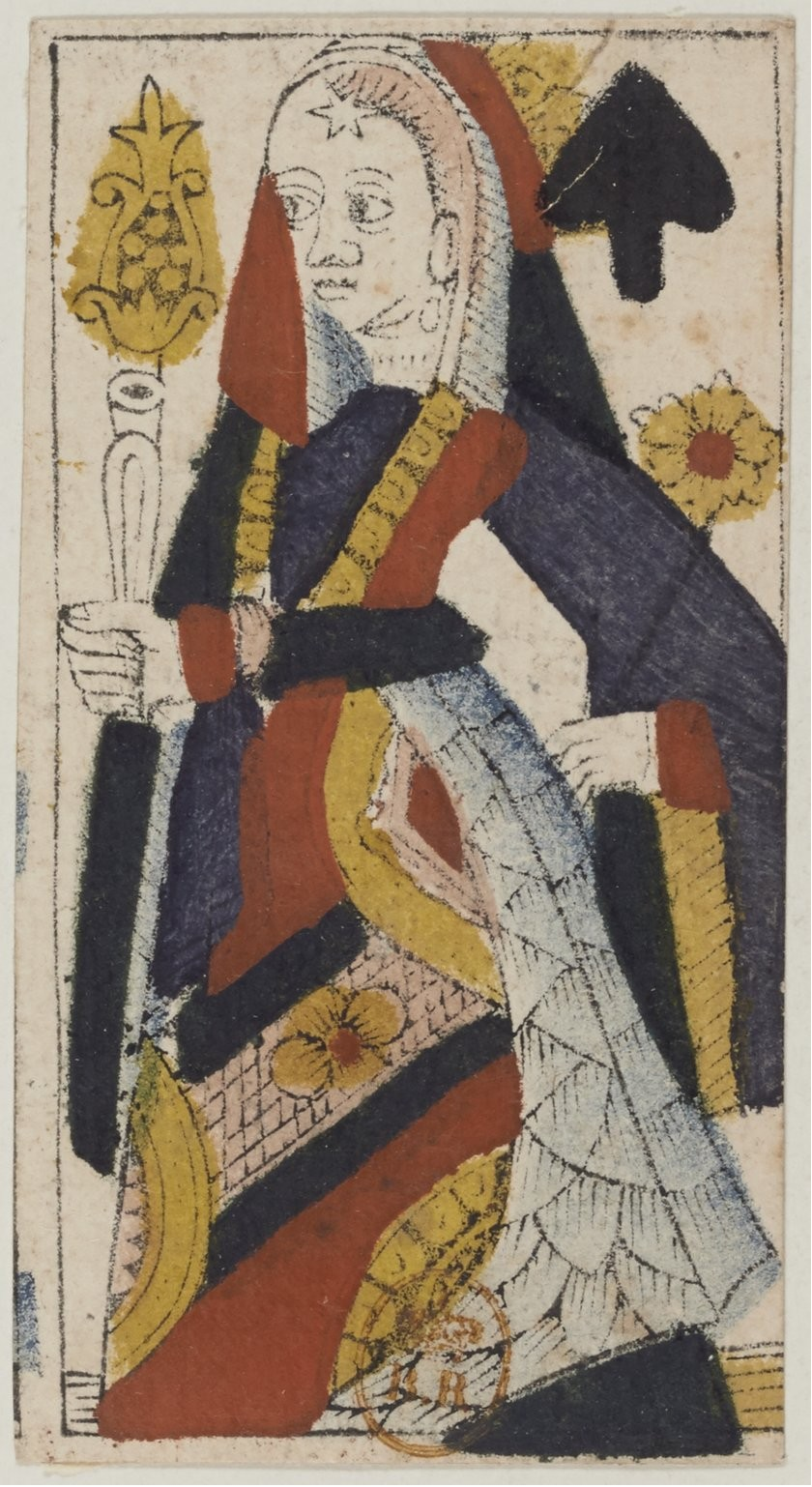
Dame de pique, jeu au portrait de Rouen, vers 1656-1664
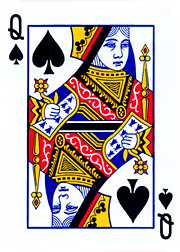
Dame de pique, portrait anglais, jeu de poker.
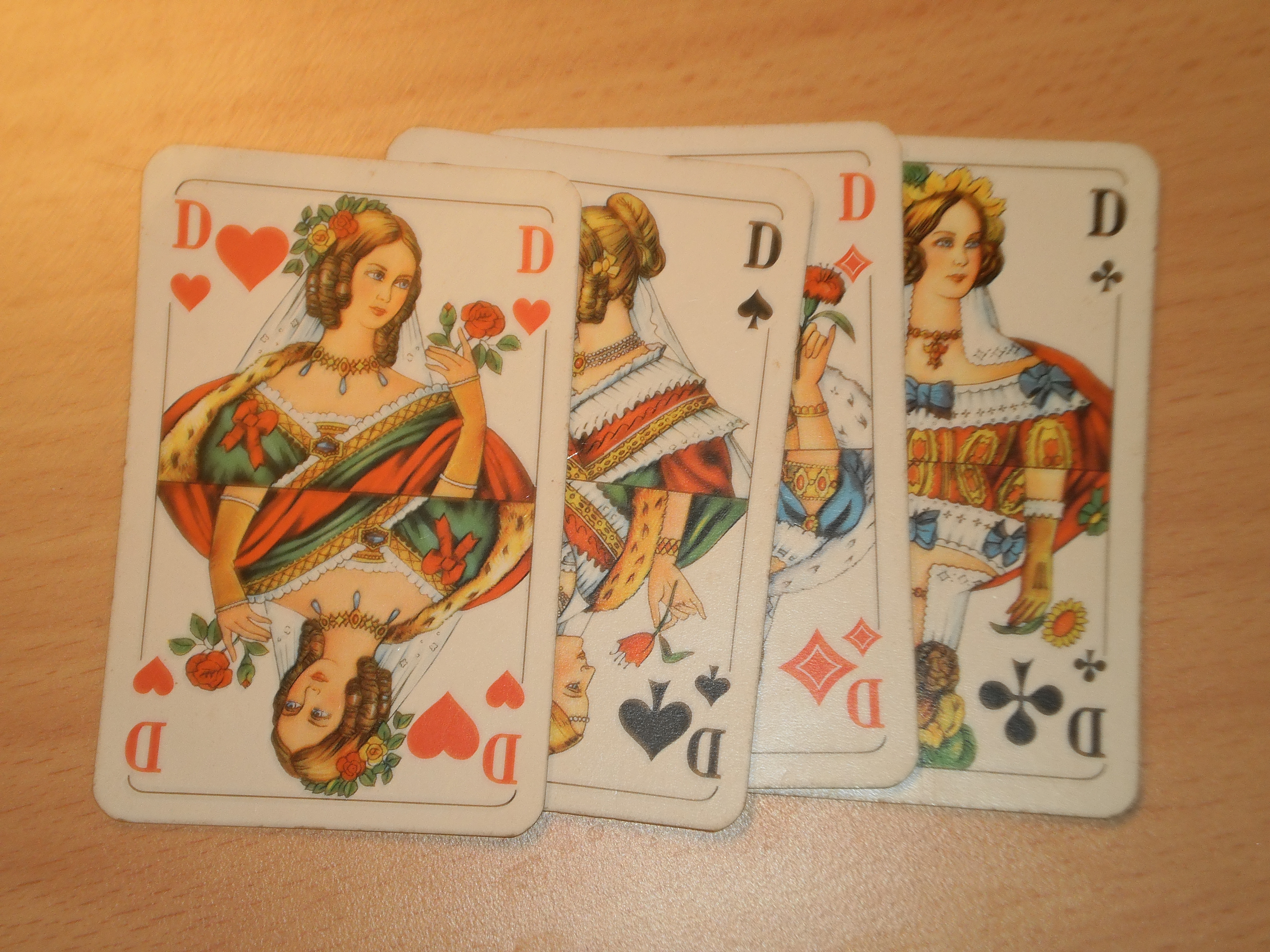
Quatre dames, portrait allemand, jeu de Skat.
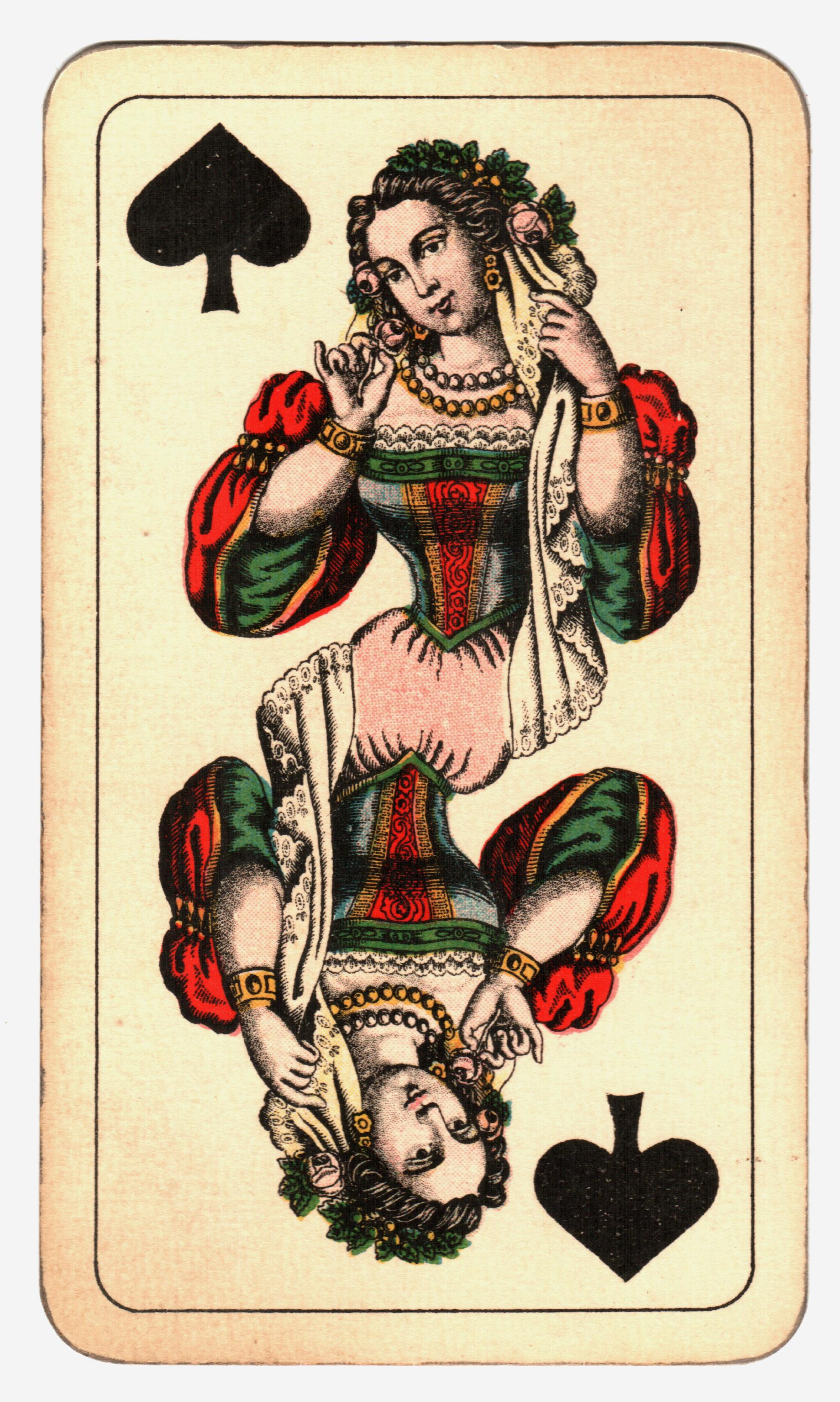
Dame de pique, Hongrie.
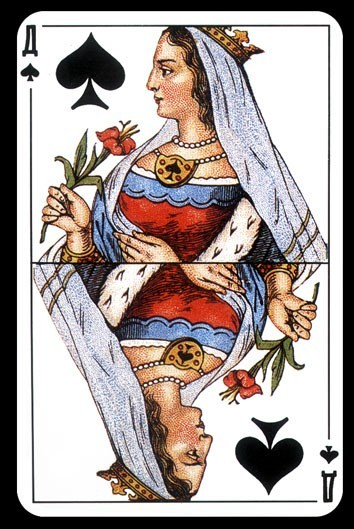
Dame de pique, portrait russe.

## Historique
Les premières cartes à jouer éditées en Europe ne comportent aucune des enseignes rencontrées dans les jeux français contemporains. Les enseignes latines (bâtons, deniers, épées et coupes) sont probablement adaptées des jeux de cartes provenant du monde musulman,. Les enseignes françaises sont introduites par les cartiers français à la fin du XVe siècle, probablement par adaptation des enseignes germaniques (glands, grelots, feuilles et cœur). Les enseignes françaises procèdent d'une simplification des enseignes précédentes, permettant une reproduction plus aisée (et donc un moindre coût de fabrication). L'enseigne de pique pourrait trouver son origine dans celle de feuille dans les enseignes germaniques, débarrassée de ses détails. Le passage de l'épée des enseignes latines à la feuille des enseignes germaniques pourrait quant à elle provenir d'une altération de la poignée de ces premières.
Les figures des premiers jeux de cartes européens sont le roi, le cavalier et le valet ou fantassin (« fante » en italien). La plupart des jeux régionaux conservent cette distinction entre cavalier et valet (les jeux allemands, les désignent comme valet supérieur, Ober, et valet inférieur, Unter). Les jeux français remplacent le cavalier par la dame mais conservent le valet.
En France, sous la Terreur (1793-1794), les dames sont remplacées par des vertus ou des libertés nouvelles. La carte correspondant à la dame de pique personnifie ainsi la liberté de la presse.

## Informatique
La dame de pique fait l'objet d'un codage dédié dans le standard Unicode : U+1F0AD, « 🂭 » (cartes à jouer) ; ce caractère sert également pour la dame d'épée.

## Littérature
Cette carte est au centre de la nouvelle La Dame de pique, nouvelle d'Alexandre Pouchkine, écrite en 1833.